# مجلس الشباب البريطاني
مجلس الشباب البريطاني (بالإنجليزية: British Youth Council)واختصارها م.ش.ب (BYC)، هي جمعية بريطانية تعمل على تمكين الشباب وتطوير اهتماماتهم. يدار المجلس من قبل الشباب، وهو موجود من أجل عرض آراء الشباب على الحكومة ومتخذوا القرار على المستوى المحلي، والوطني، والأوروبي، والعالمي. وكذلك لتشجيع المشاركة المتزايدة للشباب في المجتمع والحياة العامة.

## التاريخ

### البدايات
تم تأسيس مجلس الشباب البريطاني بواسطة وزارة الخارجية البريطانية، استعدادًا لأول مؤتمر عالمي للشباب. وكان هدفها الرئيسي توحيد الشباب في بريطانيا ضد القوات الشيوعية، في ظل علاقات عالمية متوترة بعد الحرب العالمية الثانية.

### الستينيات
في عام 1963م حصل مجلس الشباب البريطاني على استقلاله من الحكومة البريطانية وأصبح جمعية بريطانية مناصرة لآراء الشباب.
وفي أواخر 1960م وسع مجلس الشباب البريطاني عمله من خلال ربط مجالس الشباب في جميع أنحاء المملكة المتحدة. وهي خطوة أيَّدها جون دينام وهو أحد الأعضاء وهو وزير أسبق للدولة لشئون الجاليات والحكومة المحلية.

### السبعينات
في عام 1971 نظم المجلس الجمعية العالمية السنوية للشباب (annual World Assembly of Youth) في مانشستر، حيث كان رئيس الوزراء إدوارد هيث المتحدث الرئيسي.
وفي أواخر 1970 انتخب مجلس الشباب البريطاني ديفيد هنت رئيسًا للمجلس و (هو الآن عضو في مجلس الشيوخ)، وكذلك جانيت باراسكيفا (وهي الآن أول مفوضة للخدمة المدنية)، وبيتر مانديلسون.
نشر المجلس مقالًا بعنوان (بطالة الشباب: أسبابها وعلاجها)، وتم عرضها على رئيس الوزراء جيمس كالاهان لمناقشة مشكلة بطالة الشباب، وكذلك حضر المجلس المهرجان العالمي الحادي عشر للشباب في كوبا حيث صدرت الاقتراحات على سجلات حقوق الإنسان في الاتحاد السوفيتي والولايات المتحدة الأمريكية واشتمل المندوبون كلًا من تريفور فيليبس وباول بواتينج والنائب تشارلز كلارك.

### الثمانينات
شهد مجلس الشباب البريطاني أحداثًا صعبة في الثمانينات. ففي عام 1987 أغلق فرعها في اسكتلندا بسبب قطع التمويل من قبل الحكومة آنذاك. وعلى الرغم من ذلك واصل مجلس الشباب على العمل المتواصل لتعزيز المجالس الشبابية المحلية وشاركت في توقيع المملكة المتحدة اتفاقية الأمم المتحدة التاريخية لحقوق الطفل.

### التسعينيات
في التسعينات عمل مجلس الشباب البريطاني مع شركاء آخرين لبدء وإدارة حملات للحصول على تسجيل الشباب للتصويت كذلك مشكلات عمل الشباب. عمل أيضًا مجلس الشباب البريطاني في مجال سياسة الشباب والبحث، وإنتاج عدد كبير من الجرائد والمنشورات.
تشمل المنشورات البارزة خلال هذا العقد على: «لم أحصل عليها أبدًا بصورة جيدة: الحقيقة حول كونك شابًا في بريطانيا في التسعينيات» (1996)، وتقرير عام 1998 «حال المجتمع الشبابي» والتي سألت 1000 شاب عن مشاركتهم في مجتمعهم ومدى فهمهم عن المنظومة السياسية.

### اليوم
يستكمل مجلس الشباب البريطاني اليوم البناء على ماضيه، احتفلت المؤسسة بعيدها ال60. في عام 2008 من خلال تكليف عشر شباب ليقومو بتسجيل فيلم وثائقي عن ثقافة الشباب البريطاني على مدى ال 60 عامًا السابفين على وجه الخصوص وكيف أصبح الشباب قادرون على التأثير على المجتمع والديموقراطية.

## مهمتها
وفقًا للعرض السنوي 2008/2009، «يقاد مجلس الشباب البريطاني بواسطة الشباب، الشباب الذين تتراوح أعمارهم من 25 وأقل عبر أنحاء المملكة. نحن نتصل مع مجتمعنا المكون من جمعيات وشبكة مجالس الشباب المحلية ليتمكن من كل الشباب، أينما كانوا ليكون لهم رأي وليستمع إليهم. هدفنا التدريب والعمل التطوعي وحملاتنا القوية، كلًا من المحلية والعالمية، إلهام الشباب ليكون لهم تأثير ولإيصال أصواتهم»

### الرؤية
رؤية مجلس الشباب أن يتم احترام كل الشباب، وقادرون على التأثير واتخاذ القرارات التي تؤثر على حياتهم أو التي تعتمد عليها قوة قراراتهم.

### القيم
القيم الأربعة لمجلس الشباب البريطاني التقدير، المساواة، التنوع والمشاركة.

## الإدارة
يتم قيادة مجلس الثقافة البريطانية عبر الشباب ومن أجل الشباب ويتكون مجلس أمنائه من 12 شابًا تتراوح أعمارهم بين 16 25 سنة. هؤلاء الأمناء منتخبون سنويًا يوظف منهم 14 ويكون هناك 10 متطوعين بدوام كامل، ويدير مجموعة من النشطاء ومتحدثوا وسائل الإعلام.
مجلس الشباب البريطاني مؤسسة خيرية مسجلة،  وشركة مسجلة بضمان،  حتى تكون قادرة على تعيين من تقل أعمارهم عن 18 عام.

## العضوية
لدى مجلس الشباب البريطاني أكثر من 250 عضو حيث يشمل على منظمات شباب محلية ومنظمات تعرض وتمثل أقليات من الشباب بالإضافة إلى ذلك يدعم مجلس الشباب البريطاني شبكة من 620 مجلس والتي يديرها شباب أيضًا.

## النشاطات

### البرامج
يكاد يكون مجلس الشباب البريطاني ممثلًا لصوت الشباب، مثل الشباب في أحداث البرلمان، حيث يتم سماع أصواتهم من قبل السياسيين.
كما أنه يتضمن إقامة المبادرات التي تحتفل بإنجازات الشباب مثل جائزة القائد الصغير للجمعية الملكية للفنون.
يعين مجلس الشباب البريطاني بدعم من مجلس العموم.

### الفرص التطوعية
يساند مجلس الشباب البريطاني الشباب ليجدوا فرص للتطوع، وفرص أخرى من خلال موقعهم.

### الشبكات التي يقودها الشباب
ينسق مجلس الشباب البريطاني الشبكات المختلفة التي يقودها الشباب مثل شبكة المجلس المحلي وبرلمان الشباب في المملكة المتحدة.

### التدريبات
يوفر مجلس الشباب البريطاني العديد من الدروس التدريبية التي تهدف إلى تمكين الشباب ليحدثوا تغييرًا. وكثير من هذه التدريبات ممول وفق مخطط مثل الشباب على الطاولة.

### عالميًا
منذ أن بدأ مجلس الشباب البريطاني أصبح مشتركًا في أعمال عالمية تهدف إلى:
1. تطوير توعية عن المشاكل العالمية والأحداث.
2. تمثيل بريطانيا الأحداث العالمية.[6]

يعمل مجلس الشباب البريطاني بجانب المجلس البريطاني لتعزيز المشاركة في الخارج، والمجلس عضو في برنامج منتدى الشباب ورابطة التبادل الشبابي الأوروبي ويتعاون مع مجالس الشباب الوطنية الأخرى في أوروبا.

## وصلات خارجية
- BYC Official Website
- The National Council for Voluntary Youth Services
- YOUth Speak - BYC vTalentYear Blog